# Тиминское
Тиминское (каз. Тимин) — упразднённое село в Костанайском районе Костанайской области Казахстана. Ликвидировано в 2005 году. Входило в состав Озерного сельского округа.
В 4 км к юго-западу находится озеро Караколь, в 13 км к западу — Большой Каракопа, в 11 км к западу — Малый Каракопа, в 5 км к западу — Саржав.

## Население
В 1999 году население села составляло 136 человек (65 мужчин и 71 женщина).